# Cardoso (Brazilië)
Cardoso is een gemeente in de Braziliaanse deelstaat São Paulo. De gemeente telt 11.624 inwoners (schatting 2009).

## Aangrenzende gemeenten
De gemeente grenst aan Álvares Florence, Mira Estrela, Pontes Gestal, Riolândia en São Francisco de Sales (MG).